# Königstor (Núremberg)

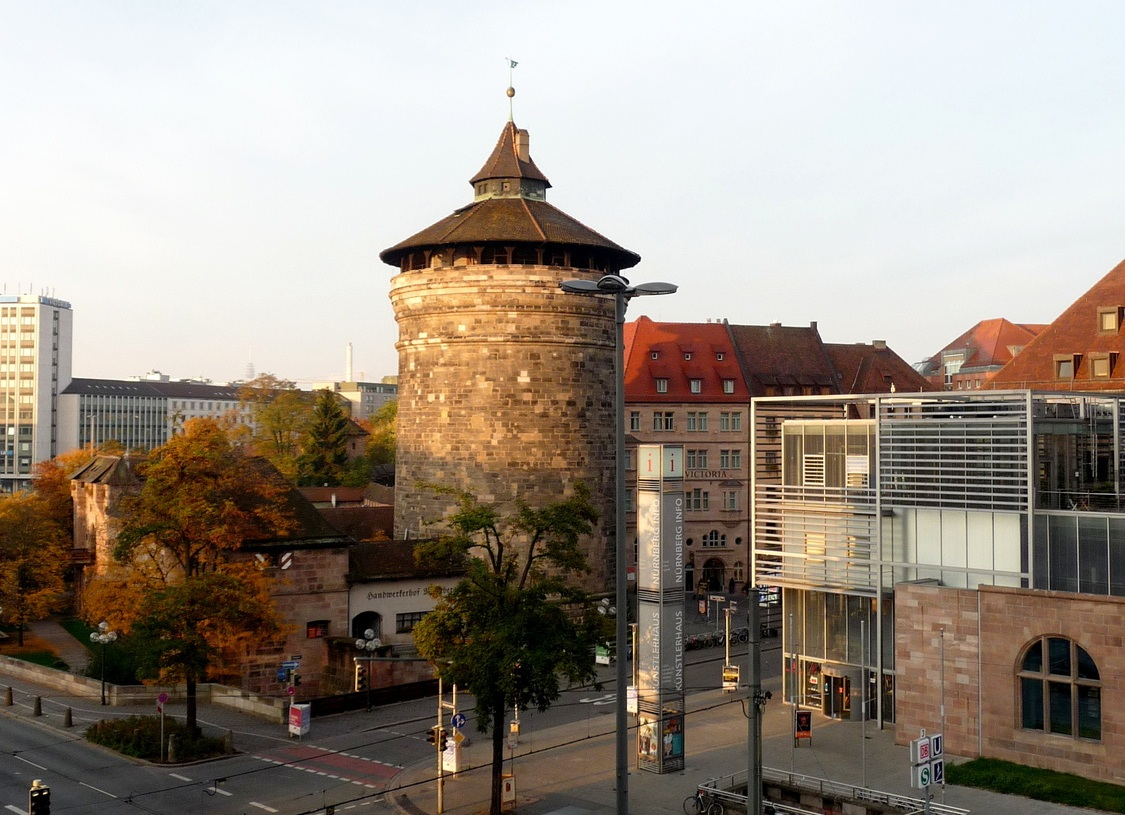
Nuremberg Königstor en la actualidad

La Puerta del Rey (en alemán: Königstor) era una puerta de entrada a través de la muralla de la ciudad de Núremberg y ahora es una de las entradas principales a la parte sur del casco antiguo de Núremberg.
Después de la construcción de la estación central en el sureste del casco antiguo, además de la puerta de las mujeres, era necesaria otra salida a través de la muralla de la ciudad de Núremberg. En 1849, se construyó una puerta de entrada neogótica entre la Frauentorturm y la Salzstadel, en cuyo sitio se construyó la Künstlerhaus Nürnberg en la década de 1900, de acuerdo con los planes de Bernhard Solger y el nombre de Königsstraße.
Con la construcción de la estación de metro Hauptbahnhof, se construyó el pasadizo subterráneo Königstor con varias tiendas entre el piso de distribución y la Königsstraße.
- Datos: Q1796489
- Multimedia: Königstor (Nürnberg) / Q1796489